# Guy Mitchell
Guy Mitchell, nascido Albert George Cernik (Detroit, 22 de fevereiro de 1927 – Las Vegas, 1 de julho de 1999) foi um cantor de música pop estadunidense com sucesso em sua terra natal, no Reino Unido e na Austrália. Como uma estrela musical         internacional dos anos 1950 ele alcançou recorde de vendas, vendendo mais de 44 milhões de unidades, incluindo seis milhões de singles.
No outono de 1957, Mitchell estrelou seu próprio programa de variedades na ABC, o The Guy Mitchell Show. Ele também apareceu em 1961 como George Romack na série de velho oeste da ABC, Whispering Smith, com o herói da Segunda Guerra Mundial, Audie Murphy no papel principal.

## Vida e carreira
Filho de imigrantes croatas, nasceu em Detroit, aos 11 anos, ele foi contratado pela Warner Brothers Pictures, para ser preparado como uma estrela mirim, ele também se apresentou na rádio na estação KFWB em Los Angeles, Califórnia. Após deixar a escola, ele trabalhou como fabricante de arreios, mas complementava sua renda cantando sempre que podia. Neste ponto da sua vida, Dude Martin, que tinha um programa de rádio de Música Country em San Francisco, reparou nele e contratou-o para tocar em sua banda.
Ele serviu na Marinha dos Estados Unidos por dois anos, e depois de deixar o serviço militar se tornou um cantor com a banda da renomada Carmen Cavallaro. Em 1947 ele fez gravações para a Decca Records com a banda de Cavallaro, mas teve que sair devido a uma intoxicação alimentar. Ele acabou indo para Nova Iorque, e fez gravações para a King Records usando o nome Al Grant, uma em particular, "Cabaret", apareceu nas paradas musicais da revista Variety. Ele ganhou um prêmio no Show de Talentos do programa de rádio de Arthur Godfrey em 1949 como solista.
Mitch Miller, que estava encarregado de descobrir novos talentos para a Columbia Records, notou Cernik em 1950, e ele ingressou na Columbia e obteve o seu nome artístico na nova fase, ele pediu a Miller um nome: Miller supostamente teria dito: "meu nome é 'Mitchell' e você parece um 'cara" legal("cara" é "guy" em inglês), então vamos chamá-lo de Guy Mitchell. Bob Merrill escreveu uma série de sucessos de topo para Mitchell.
Nas décadas de 50 e 60 ele atuou em filmes, como cantor. Ele fez filmes com Teresa Brewer, Pat Crowley e Rosemary Clooney incluindo (Red Garters). Ele também cantou nas Braemor Rooms em Churchtown, Dublin, Irlanda.
Seu primeiro sucesso foi "My Heart Cries For You" (1951). Embora ele seja um cantor pop pré-rock, muitas de suas músicas têm uma batida de rock, incluindo "Heartaches by the Number", "Rock-a-Billy", "The Same Old Me" e seu maior sucesso, "Singing the Blues", que foi número um nas paradas de sucesso por 10 semanas em 1956.

## Vida pessoal
Mitchell sofreu de alcoolismo e se divorciou três vezes. Ele foi casado com a coelhinha da Playboy, Elsa Sorensen, também conhecida como Dana Arden.

## Morte
Ele morreu em 1 de julho de 1999, aos 72 anos, de complicações causadas pelo câncer.

## Tributo
Em 2007, para comemorar seu legado musical e o que teria sido seu aniversário de 80 anos, a divisão Inglesa da SonyBMG lançou o CD "The Essential Collection". Em 2008, Guy Mitchell foi introduzido no Hit Parade Hall of Fame.

## Músicas de sucesso
| Ano  | Single                                               | Posição nas paradas musicais | Posição nas paradas musicais | Posição nas paradas musicais | Posição nas paradas musicais |
| Ano  | Single                                               | U.S.                         | UK                           | US Country                   | U.S. R&B                     |
| ---- | ---------------------------------------------------- | ---------------------------- | ---------------------------- | ---------------------------- | ---------------------------- |
| 1950 | "My Heart Cries for You"(disco de ouro)              | 2                            |                              |                              |                              |
| 1950 | "The Roving Kind"                                    | 4                            |                              |                              |                              |
| 1951 | "You're Just in Love"(com Rosemary Clooney)          | 24                           |                              |                              |                              |
| 1951 | "Sparrow in the Treetop"                             | 8                            |                              |                              |                              |
| 1951 | "Christopher Columbus"                               | 27                           |                              |                              |                              |
| 1951 | "Unless"                                             | 17                           |                              |                              |                              |
| 1951 | "My Truly, Truly Fair"(disco de ouro)                | 2                            |                              |                              |                              |
| 1951 | "Belle Belle My Liberty Belle"                       | 9                            |                              |                              |                              |
| 1951 | "Sweetheart of Yesterday"                            | 23                           |                              |                              |                              |
| 1951 | "There's Always Room At Our House"                   | 20                           |                              |                              |                              |
| 1951 | "I Can't Help It"                                    | 28                           |                              |                              |                              |
| 1952 | "Pittsburgh, Pennsylvania"(disco de ouro)            | 4                            |                              |                              |                              |
| 1952 | "Day of Jubilo"                                      | 26                           |                              |                              |                              |
| 1952 | "Feet Up (Pat Him on the Po-Po)"                     | 14                           | 2                            |                              |                              |
| 1952 | "'Cause I Love You, That's a Why"(com Mindy Carson)  | 24                           |                              |                              |                              |
| 1953 | "She Wears Red Feathers"                             | 19                           | 1                            |                              |                              |
| 1953 | "Tell Us Where the Good Times Are"(com Mindy Carson) | 23                           |                              |                              |                              |
| 1953 | "Pretty Little Black Eyed Susie"                     |                              | 2                            |                              |                              |
| 1953 | "Look At That Girl"                                  |                              | 1                            |                              |                              |
| 1953 | "Chicka Boom"                                        |                              | 4                            |                              |                              |
| 1953 | "Cloud Lucky Seven"                                  |                              | 2                            |                              |                              |
| 1954 | "The Cuff of My Shirt"                               |                              | 9                            |                              |                              |
| 1954 | "A Dime and a Dollar"                                |                              | 8                            |                              |                              |
| 1956 | "Ninety Nine Years"                                  | 23                           |                              |                              |                              |
| 1956 | "Singing the Blues"                                  | 1                            | 1                            |                              | 4                            |
| 1956 | "Crazy With Love"                                    | 53                           |                              |                              |                              |
| 1957 | "Knee Deep in the Blues"                             | 16                           | 3                            |                              |                              |
| 1957 | "Take Me Back Baby"                                  | 47                           |                              |                              |                              |
| 1957 | "Rock-a-Billy"                                       | 10                           | 1                            |                              |                              |
| 1957 | "In the Middle of a Dark Dark Night"                 |                              | 25                           |                              |                              |
| 1957 | "Sweet Stuff"                                        | 83                           | flip                         |                              |                              |
| 1957 | "Call Rosie On the Phone"                            |                              | 17                           |                              |                              |
| 1959 | "Heartaches by the Number"                           | 1                            | 5                            |                              | 19                           |
| 1960 | "The Same Old Me"                                    | 51                           |                              |                              |                              |
| 1960 | "My Shoes Keep Walking Back To You"                  | 45                           |                              |                              |                              |
| 1961 | "Your Goodnight Kiss"                                | 106                          |                              |                              |                              |
| 1962 | "(I'd Like to Be In) Charlie's Shoes"                | 110                          |                              |                              |                              |
| 1962 | "Go Tiger Go"                                        | 101                          |                              |                              |                              |
| 1967 | "Traveling Shoes"                                    |                              |                              | 51                           |                              |
| 1968 | "Alabam"                                             |                              |                              | 61                           |                              |
| 1968 | "Frisco Lane"                                        |                              |                              | 71                           |                              |

## Músicas mais conhecidas
- "My Heart Cries for You" (1950)  [5]
- "The Roving Kind" (1951) [5]
- "My Truly, Truly Fair" (1951) [5]
- "Sparrow In The Treetop" (1951) [5]
- "Pittsburgh, Pennsylvania" (1952) [5]
- "She Wears Red Feathers" (1953) [5]
- "Belle, Belle, My Liberty Belle"
- "Feet Up (Pat Him On The Po-po)"
- "Heartaches By The Number"[5]
- "Knee Deep in the Blues"
- "Look At That Girl"
- "Ninety Nine Years (Dead or Alive)"
- "Pretty Little Black Eyed Susie"
- "Rock-a-Billy"
- "Same Old Me"
- "Singing the Blues"
- "Cloud Lucky Seven"
- "Unless"